# BEX4
BEX4 (англ. Brain expressed X-linked 4) – білок, який кодується однойменним геном, розташованим у людей на X-хромосомі. Довжина поліпептидного ланцюга білка становить 120 амінокислот, а молекулярна маса — 14 067.
| 10         |  | 20         |  | 30         |  | 40         |  | 50         |
| ---------- |  | ---------- |  | ---------- |  | ---------- |  | ---------- |
| MESKEELAAN |  | NLNGENAQQE |  | NEGGEQAPTQ |  | NEEESRHLGG |  | GEGQKPGGNI |
| RRGRVRRLVP |  | NFRWAIPNRH |  | IEHNEARDDV |  | ERFVGQMMEI |  | KRKTREQQMR |
| HYMRFQTPEP |  | DNHYDFCLIP |  |            |  |            |  |            |

A: Аланін

C: Цистеїн

D: Аспарагінова кислота

E: Глутамінова кислота

F: Фенілаланін

G: Гліцин

H: Гістидин

I: Ізолейцин

K: Лізин

L: Лейцин

M: Метіонін

N: Аспарагін

P: Пролін

Q: Глутамін

R: Аргінін

S: Серин

T: Треонін

V: Валін

W: Триптофан

Локалізований у цитоплазмі, ядрі.